# Campionat de Catalunya de natació - 50 metres braça
Els 50 metres braça és una prova del Campionat de Catalunya de natació que es realitza des de la temporada 1991-92 tant en categoria masculina com femenina, organitzada per la Federació Catalana de Natació (FCN). És la prova més ràpida de la modalitat de la braça.
Els primers guanyadors de la prova foren Àlex Casalots Casado, del Natació Catalunya, en homes i Eva Garcia Balastegui, del Club Natació Premià, en dones. L'any següent, el 1993 Ramon Camallonga Navarro, del CN Terrassa guanyà la prova masculina baixant per primer cop dels 30 segons (29.62).
Fins a l'any 2023, Jessica Vall i Montero és la reina de la prova amb 9 campionats, seguida de l'argentina Javiera Salcedo i la premianenca Eva Garcia Balastegui, ambdues amb 5 campionats. En categoria masculina l'il·licità Javier Sánchez Bri guanyà el campionat en cinc ocasions.

## Historial

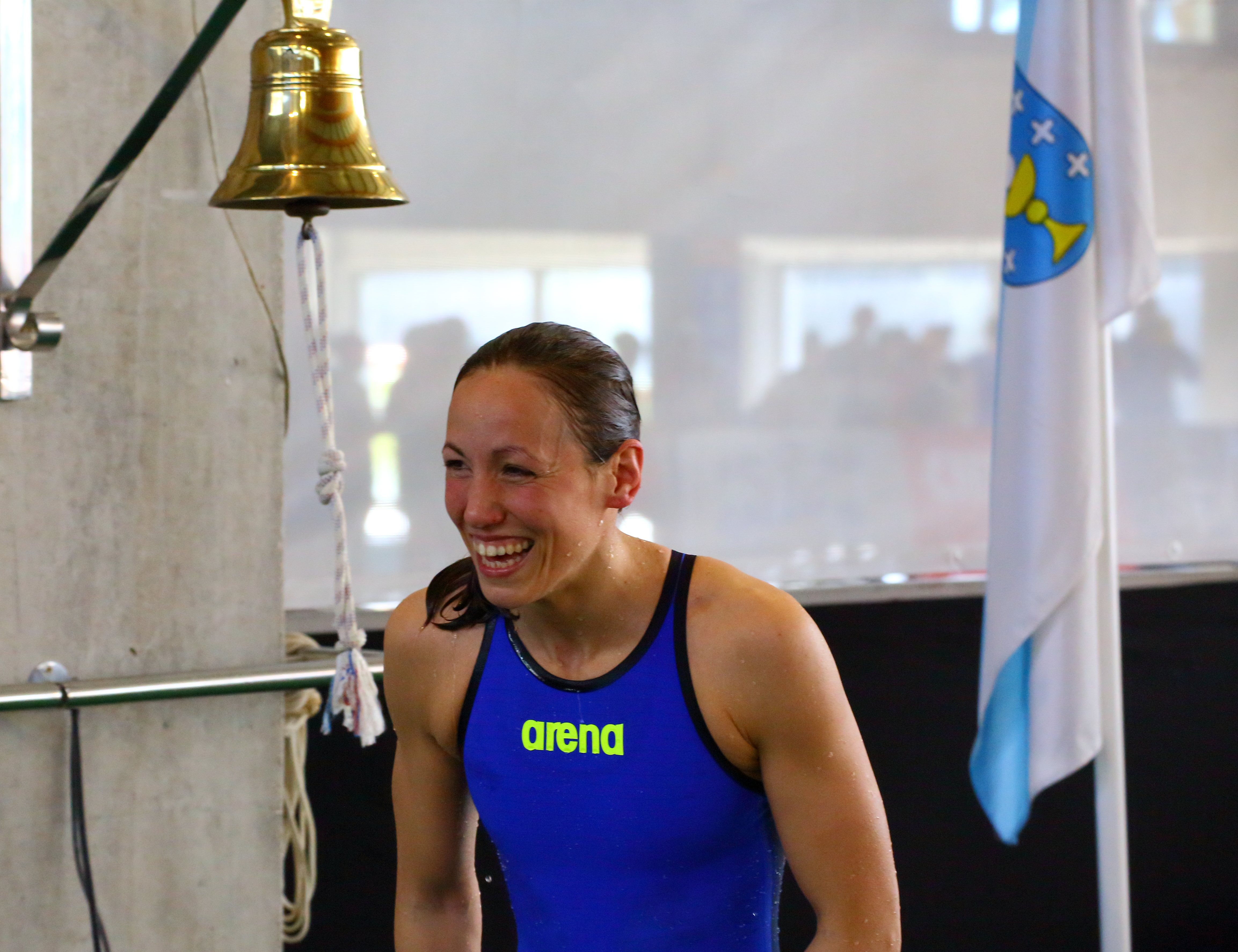
Jessica Vall és la gran dominadora de la prova en categoria femenina.

| Edició   | Data    | Competició masculina     | Competició masculina | Competició masculina | Competició femenina    | Competició femenina | Competició femenina | refs.       |
| Edició   | Data    | Campió                   | Club                 | Temps                | Campiona               | Club                | Temps               | refs.       |
| -------- | ------- | ------------------------ | -------------------- | -------------------- | ---------------------- | ------------------- | ------------------- | ----------- |
| LXXIII   | 1991-92 | Àlex Casalots Casado     | CN Catalunya         | 30.39                | Eva Garcia Balastegui  | CN Premià           | 34.33               | [ 2 ] [ 3 ] |
| LXXIV    | 1992-93 | Ramon Camallonga         | CN Terrassa          | 29.62                | Eva Garcia Balastegui  | CN Catalunya        | 33.68               | [ 2 ] [ 3 ] |
| LXXV     | 1993-94 | Àlex Casalots Casado     | CN Catalunya         | 30.02                | Marina Cañestro Pallàs | CN Catalunya        | 33.83               | [ 2 ] [ 3 ] |
| LXXVI    | 1994-95 | Octavi Teixidor Belmonte | CN Catalunya         | 30.77                | Marina Cañestro Pallàs | CN Catalunya        | 34.57               | [ 2 ] [ 3 ] |
| LXXVII   | 1995-96 | Octavi Teixidor Belmonte | CN Catalunya         | 30.21                | Eva Garcia Balastegui  | CN Montjuïc         | 34.19               | [ 2 ] [ 3 ] |
| LXXVIII  | 1996-97 | Ruben Rodríguez López    | CE Mediterrani       | 30.62                | Eva Garcia Balastegui  | CN Montjuïc         | 34.81               | [ 2 ] [ 3 ] |
| LXXIX    | 1997-98 | Marc Capdevila Pons      | CN Catalunya         | 30.24                | Eva Garcia Balastegui  | CN Montjuïc         | 35.17               | [ 2 ] [ 3 ] |
| LXXX     | 1998-99 | Ivan Aguirre             | CN Catalunya         | 29.75                | Mariona Costa Bonjoch  | CN Catalunya        | 34.89               | [ 2 ] [ 3 ] |
| LXXXI    | 1999-00 | Ivan Aguirre             | CN Catalunya         | 29.65                | Ester Guasch Aguilera  | CN Sabadell         | 34.49               | [ 2 ] [ 3 ] |
| LXXXII   | 2000-01 | Marc Capdevila Pons      | CN Catalunya         | 29.78                | Lourdes Becerra        | CN Sabadell         | 34.27               | [ 2 ] [ 3 ] |
| LXXXIII  | 2001-02 | Javier Sánchez Bri       | CN Hospitalet        | 29.73                | Javiera Salcedo        | CN Catalunya        | 34.31               | [ 2 ] [ 3 ] |
| LXXXIV   | 2002-03 | Aleix Elías Centelles    | CN Sant Andreu       | 29.55                | Elisenda Pérez Valls   | CN Sabadell         | 34.67               | [ 2 ] [ 3 ] |
| LXXXV    | 2003-04 | Javier Sánchez Bri       | CN Hospitalet        | 29.68                | Javiera Salcedo        | CN Catalunya        | 34.19               | [ 2 ] [ 3 ] |
| LXXXVI   | 2004-05 | Javier Sánchez Bri       | CN Hospitalet        | 29.64                | Javiera Salcedo        | CN Catalunya        | 34.04               | [ 2 ] [ 3 ] |
| LXXXVII  | 2005-06 | Javier Sánchez Bri       | CN Hospitalet        | 29.49                | Javiera Salcedo        | CN Sant Andreu      | 33.73               | [ 2 ] [ 3 ] |
| LXXXVIII | 2006-07 | Javier Sánchez Bri       | CN Hospitalet        | 30.64                | Berta Cantó Gargallo   | CN Mataró           | 34.85               | [ 2 ] [ 3 ] |
| LXXXIX   | 2007-08 | Melquiades Álvarez       | CN Sant Andreu       | 28.99                | Javiera Salcedo        | CN Sant Andreu      | 33.65               | [ 2 ] [ 3 ] |
| XC       | 2008-09 | Melquiades Álvarez       | CN Sant Andreu       | 29.23                | Cassandra Gimeno       | CN Granollers       | 33.99               | [ 2 ] [ 3 ] |
| XCI      | 2009-10 | Sergio Lloret Barea      | CE Mediterrani       | 29.59                | Cassandra Gimeno       | CN Granollers       | 33.42               | [ 2 ] [ 3 ] |
| XCII     | 2010-11 | Fernando Morillas        | CN Granollers        | 29.15                | Cassandra Gimeno       | CN Granollers       | 33.07               | [ 2 ] [ 3 ] |
| XCIII    | 2011-12 | Fernando Morillas        | CN Granollers        | 28.89                | Concepción Badillo     | CN Sabadell         | 31.98               | [ 2 ] [ 3 ] |
| XCIV     | 2012-13 | Fernando Morillas        | CN Mataró            | 29.28                | Marina Garcia          | CE Mediterrani      | 32.98               | [ 2 ] [ 3 ] |
| XCV      | 2013-14 | Sergio Lloret Barea      | CE Mediterrani       | 29.58                | Jessica Vall           | CN Sant Andreu      | 31.81               | [ 2 ] [ 3 ] |
| XCVI     | 2014-15 | Héctor Monteagudo        | CN Terrassa          | 29.08                | Jessica Vall           | CN Sant Andreu      | 32.39               | [ 2 ] [ 3 ] |
| XCVII    | 2015-16 | Sergio Lloret Barea      | CN Molins de Rei     | 29.20                | Jessica Vall           | CN Sant Andreu      | 32.06               | [ 2 ] [ 3 ] |
| XCVIII   | 2016-17 | Mario Navea Sorando      | CN Sant Andreu       | 29.07                | Jessica Vall           | CN Sant Andreu      | 31.75               | [ 2 ] [ 3 ] |
| XCIX     | 2017-18 | Mario Navea Sorando      | CN Sant Andreu       | 29.02                | Jessica Vall           | CN Sant Andreu      | 31.69               | [ 2 ] [ 3 ] |
| C        | 2018-19 | David Benítez Hdez.      | CN Terrassa          | 28.49                | Jessica Vall           | CN Sant Andreu      | 31.53               | [ 2 ] [ 3 ] |
| CI       | 2019-20 | Mario Navea Sorando      | CN Sant Andreu       | 29.30                | Jessica Vall           | CN Sant Andreu      | 32.34               | [ 2 ] [ 3 ] |
| CII      | 2020-21 | Àlex Castejón Ramírez    | CN Sabadell          | 29.60                | Jessica Vall           | CN Sant Andreu      | 31.74               | [ 2 ] [ 3 ] |
| CIII     | 2021-22 | David Benítez Hdez.      | CN Terrassa          | 28.47                | Jessica Vall           | CN Sant Andreu      | 32.04               | [ 2 ] [ 3 ] |
| CIV      | 2022-23 | Patrick Pelegrina Cuen   | CN Lleida            | 28.84                | Txell Domènech Comas   | CE Mediterrani      | 33.00               | [ 2 ] [ 3 ] |